# Stenogobius keletaona
Stenogobius keletaona es una especie de pez de la familia de los Gobiidae en el orden de los Perciformes.

## Morfología
- Los machos pueden llegar a alcanzar los 5,6 cm de longitud total y las hembras 4,88.
- Número de vértebras: 26.[1]

## Hábitat
Es un pez de Agua dulce, de clima tropical y demersal.

## Distribución geográfica
Se encuentra en Oceanía: Futuna (entre Samoa y Fiyi).

## Observaciones
Es inofensivo para los humanos.